# 羽鳥澄香
羽鳥 澄香（はとり すみか、1971年7月11日 - ）は、日本のAV女優。ファイブプロモーション所属。
身長：160cm。スリーサイズ：B88・W59・H86。特技は英文タイプ。

## 出演作品

### アダルトビデオ
2008年
- 初撮り人妻ドキュメント 羽鳥澄香（10月16日、センタービレッジ）
- 近親相姦 中出し ドスケベ母さんが二人の息子にできること 羽鳥澄香（11月27日、センタービレッジ）
- 近親相姦 母子スワッピング 白河ゆりか 羽島澄香（12月7日　マドンナ）
- 素人美乳妻 一日限りの中出し不倫旅行 1（12月19日　なでしこ）
- 背徳熟毋 羽鳥澄香（12月26日KUKI）

2009年
- 熟亀頭責め 第3章（1月10日　ラハイナ東海）
- 焼き鳥屋のエロ奥さん 羽鳥澄香（2月6日　マドンナ）
- 兄さんがタバコ屋行ったその隙に 羽鳥澄香（2月19日タカラ映像）
- 彼女の母親 羽鳥澄香（3月7日　マドンナ）
- 近親相姦 中出し 総集編（3月26日センタービレッジ）
- こだわりの手コキ 人妻編 4（5月15日　ハヤブサ）
- 人妻熟女！本当にあった生保レディーの訪悶犯売 生中出し2（5月25日　TMクリエイト）
- お母さんの濡れたマ●コに熱い精液を中出ししちゃったんです 羽鳥澄香（6月6日 ルビー）
- 母と息子の衝撃近親相姦 22人4時間（6月19日　ダイナマイトエンタープライズ）
- 乱熟4時間スペシャル（7月2日　KUKI）
- 昼間から義弟のチ○ポでイカされて（7月2日 タカラ映像）
- 熟女の手を使わない尺八（7月23日　AROUND）
- 洗ってないマ○コを嫌という程若手社員に舐めさせる女社長（8月5日　フリーダム）
- 熟れたマンコにズッポリ！美熟女30人の結合部4時間（8月7日 マドンナ）
- 初撮り年鑑 VOL.2（8月13日　センタービレッジ）
- 熟女のオナニー観察（8月20日　AROUND）
- 割れ目に食い込み、ハミ毛があぶない！熟女の水着（9月5日 ルビー）
- 実録・近親相姦！！ 3 息子に溺れる熟母 22人4時間（9月19日　ダイナマイトエンタープライズ）
- 薄手のタンクトップの上からの乳首責めでイっちゃう熟女（9月19日AROUND）
- 16人の美熟女がパックリずっぽり3P三昧8時間（9月25日　マドンナ）
- 彼女の母親総集編4時間（9月25日　マドンナ）
- となりの奥さん 羽鳥澄香（9月25日　マドンナ）
- 四十路妻中出しドキュメント 【総集編】 弐（9月26日 小林興業）